# Treppenspeicher
Der Treppenspeicher ist ein Nebengebäude eines Bauernhofes, in dem Waren gelagert werden. In das Obergeschoss des Speichers gelangt man über eine außen, meist an der Giebelseite angebrachte Treppe, die dem Gebäude seinen Namen gab.
Treppenspeicher sind verhältnismäßig kleine Bauten. Sie sind Zeugen für die handwerklichen Fähigkeiten der bäuerlichen Zimmermeister. Mehrzahl der Gebäude in reiner Holzbauweise sorgte für Trockenheit im Inneren und war so dicht verbohlt, dass die gelagerte Ware vor Mäusen geschützt war.
Die Speicher wurden zwar auf dem Hof, doch mit Abstand zum Wohnhaus gebaut. Im Falle eines Brandes des Wohnhauses konnte das Feuer nicht auf das gelagerte Gut übergreifen.
Treppenspeicher waren in der Lüneburger Heide charakteristisch. Hier blieb das Speicherwesen bis weit in das 19. Jahrhundert hinein lebendig. Sie verschwinden aber immer mehr, da sie heute nicht mehr zweckmäßig sind. Die Vorratsräume liegen heute in der Regel im Hause selbst.
Früher standen auf jedem Heidebauernhof mindestens ein, meistens jedoch mehrere Speicher, die alle bestimmten Zwecken dienten. Es wurde Getreide, Buchweizen, Flachs, Garn, Leinen, Wolle, Honig, Fleisch, Speck und Kleidung gelagert. Oft dienten sie außerdem als Schlafplatz für die Knechte.

Treppenspeicher in der Lüneburger Heide
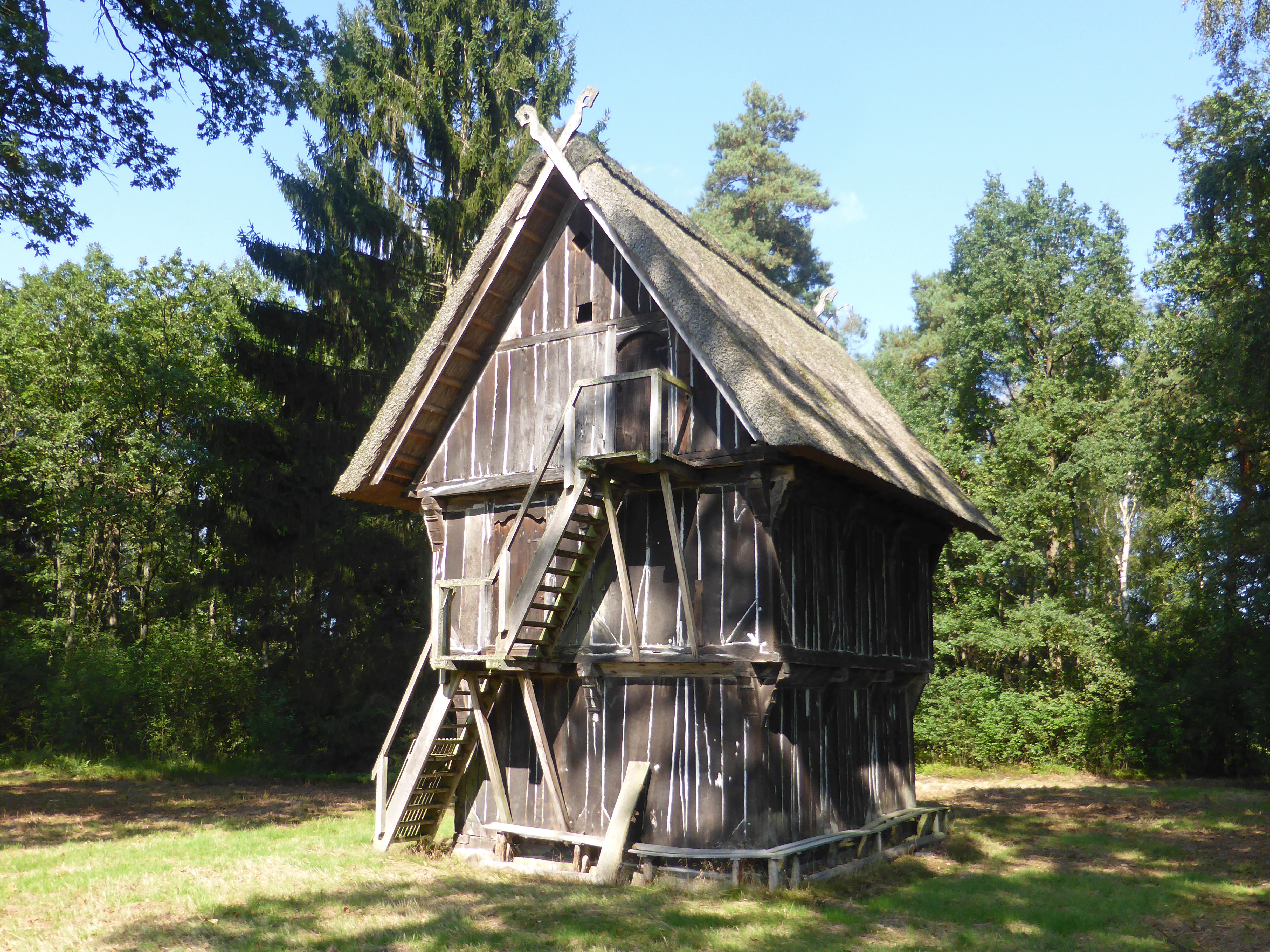
Treppenspeicher von 1534 auf dem Hof Günne bei Bokel
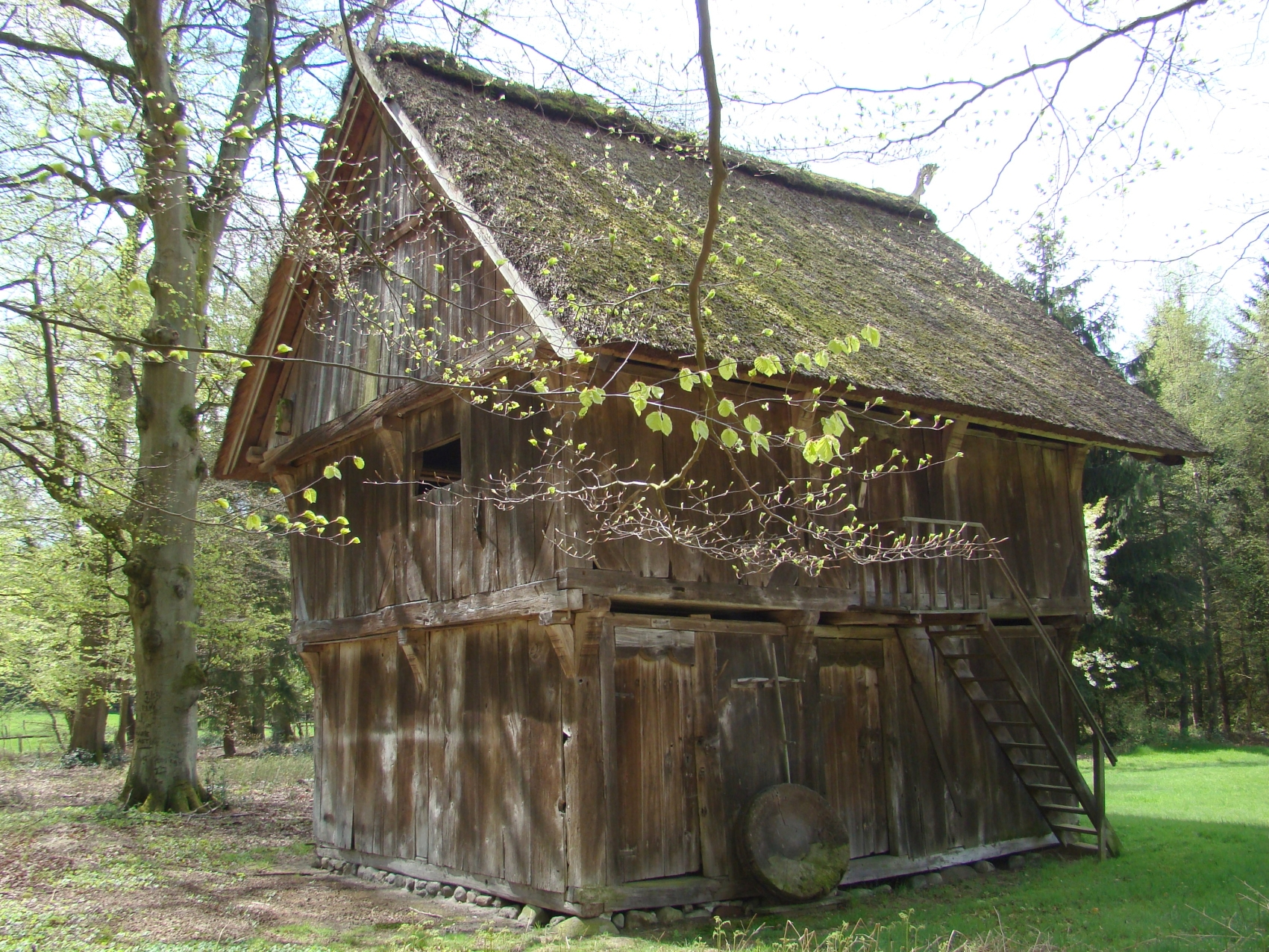
400 Jahre alter Treppenspeicher auf dem Hiesterhof
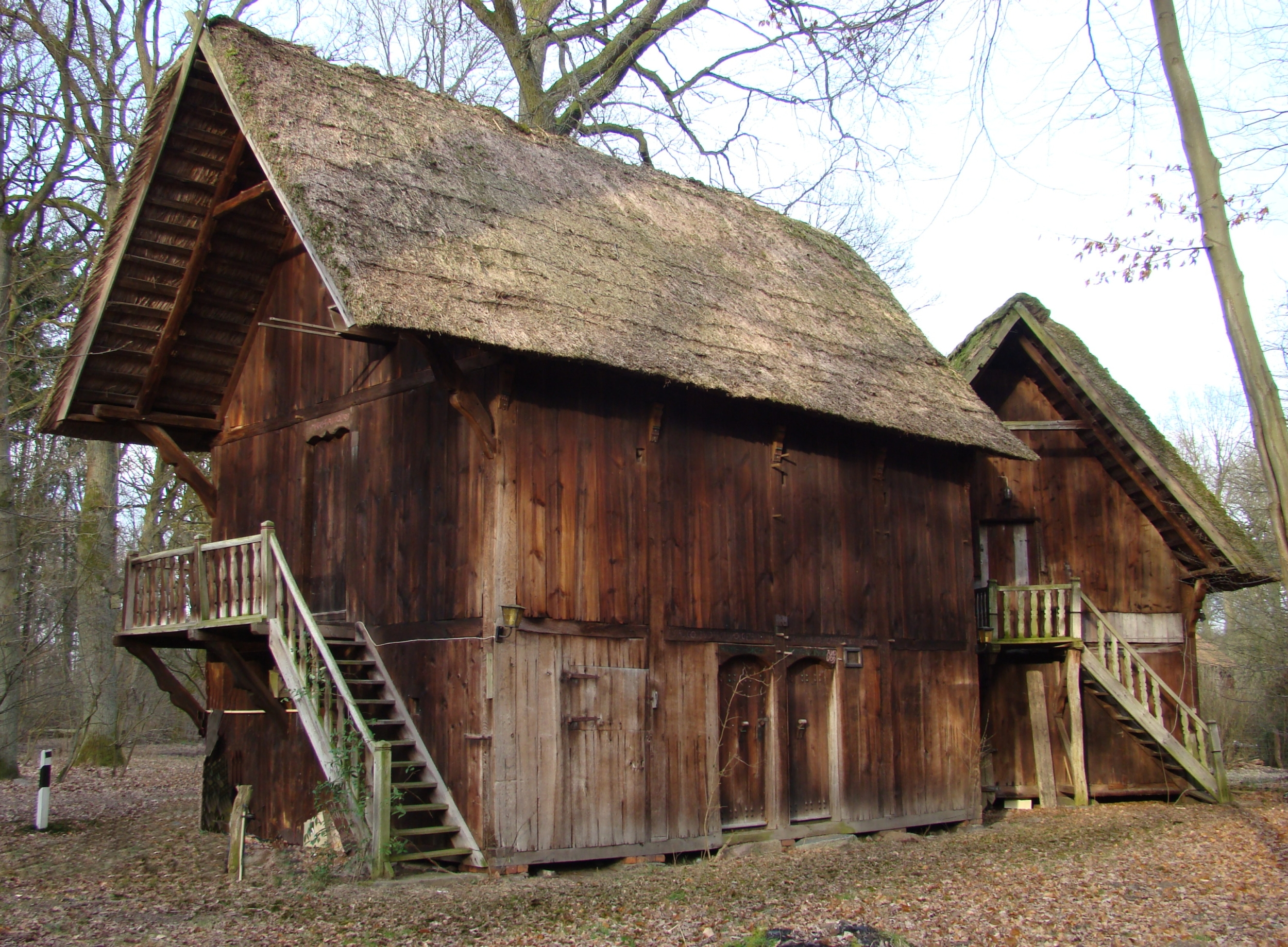
Treppenspeicher von 1709 in Oberohe
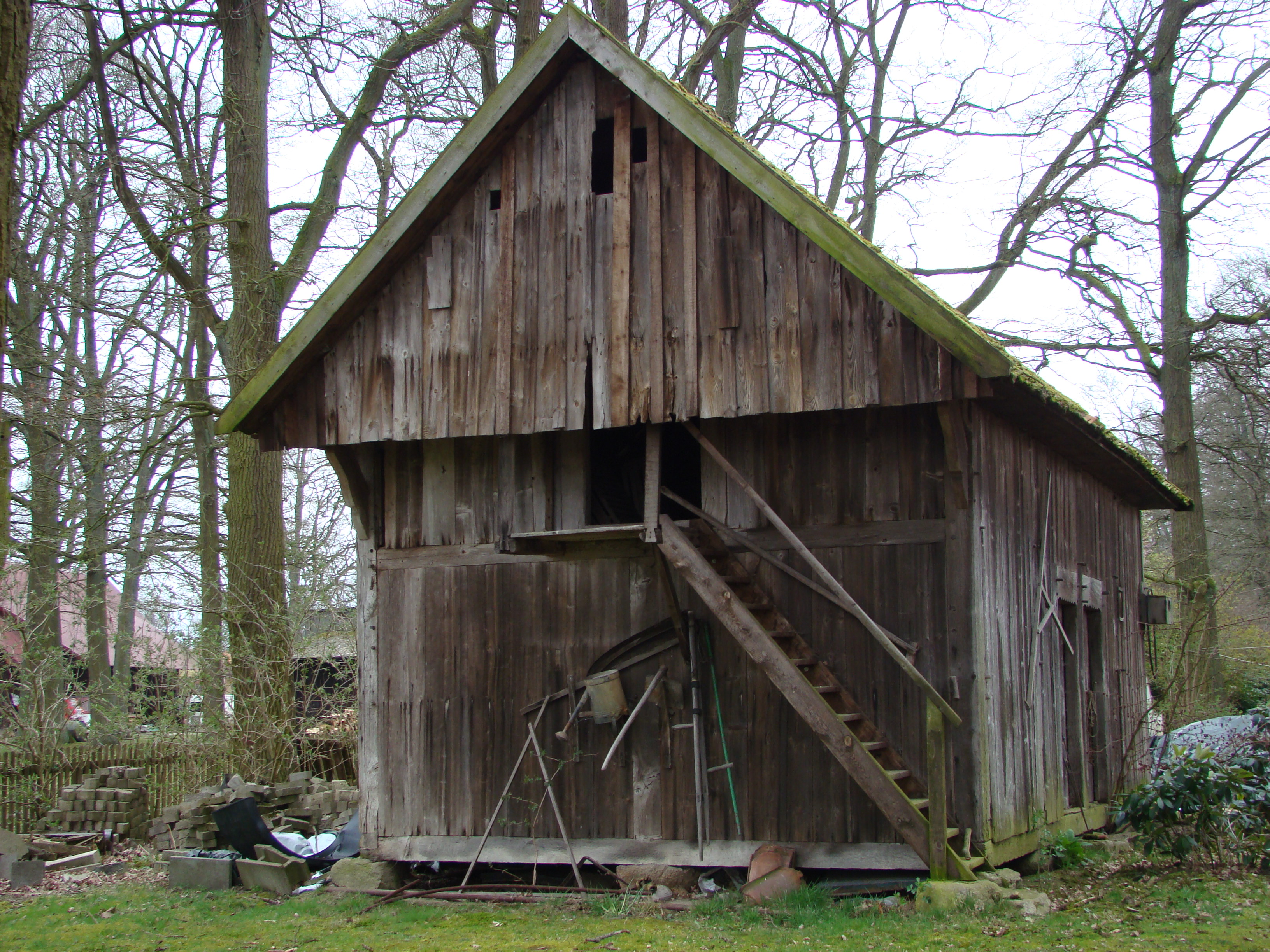
Treppenspeicher von 1767 in Baven
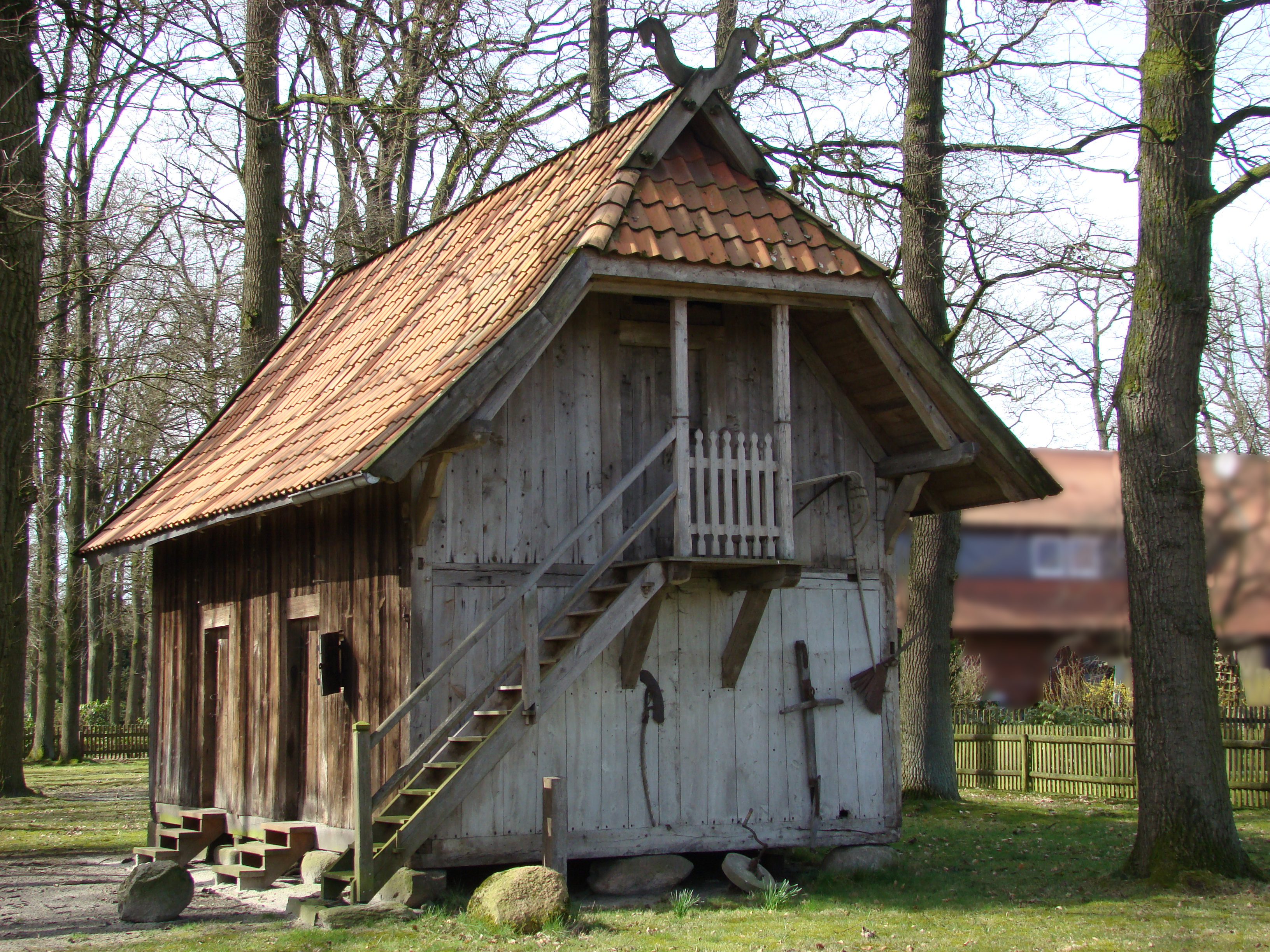
Treppenspeicher von 1808 in Weesen
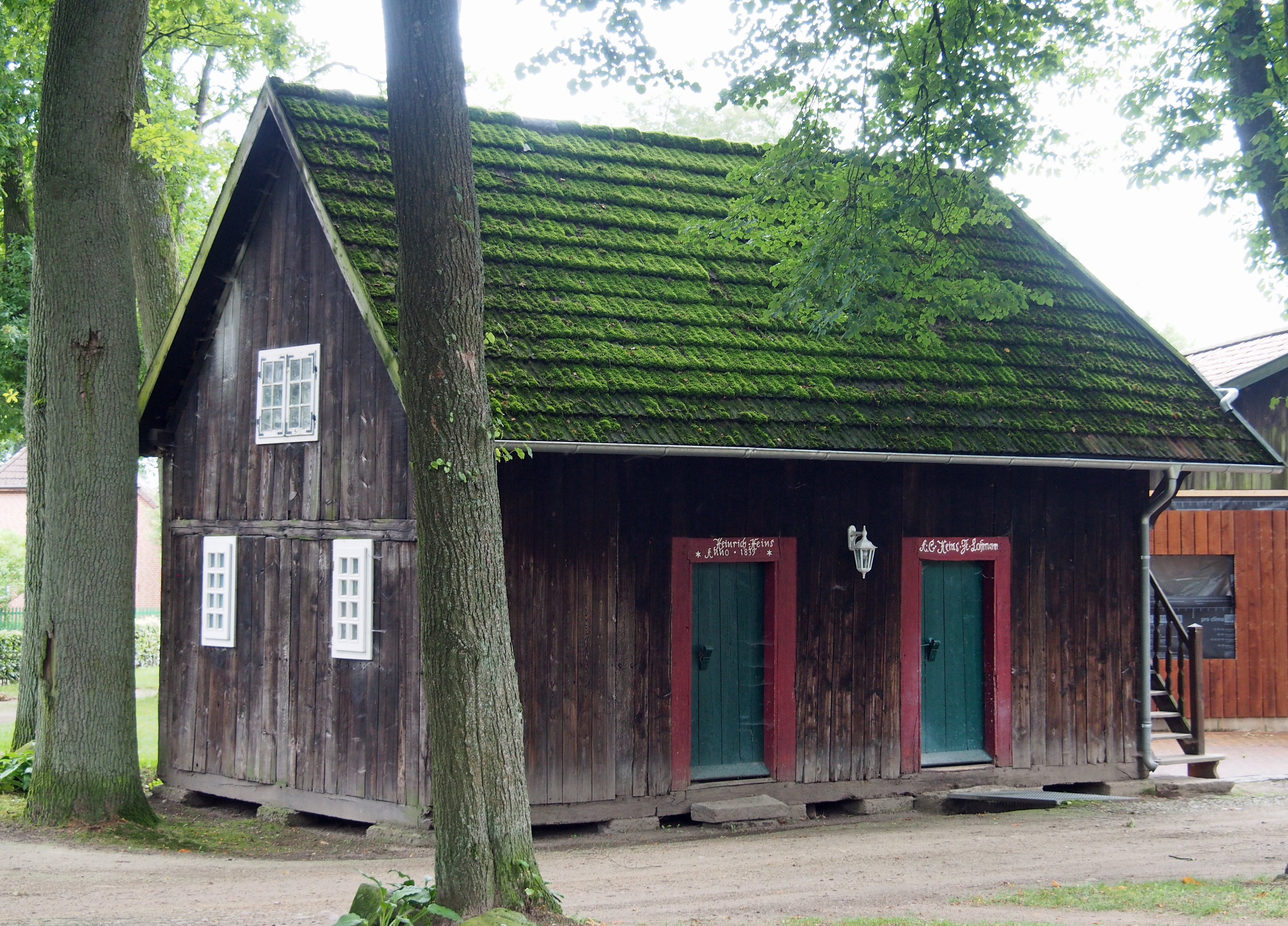
Treppenspeicher von 1839 in Offen OT. Bollersen
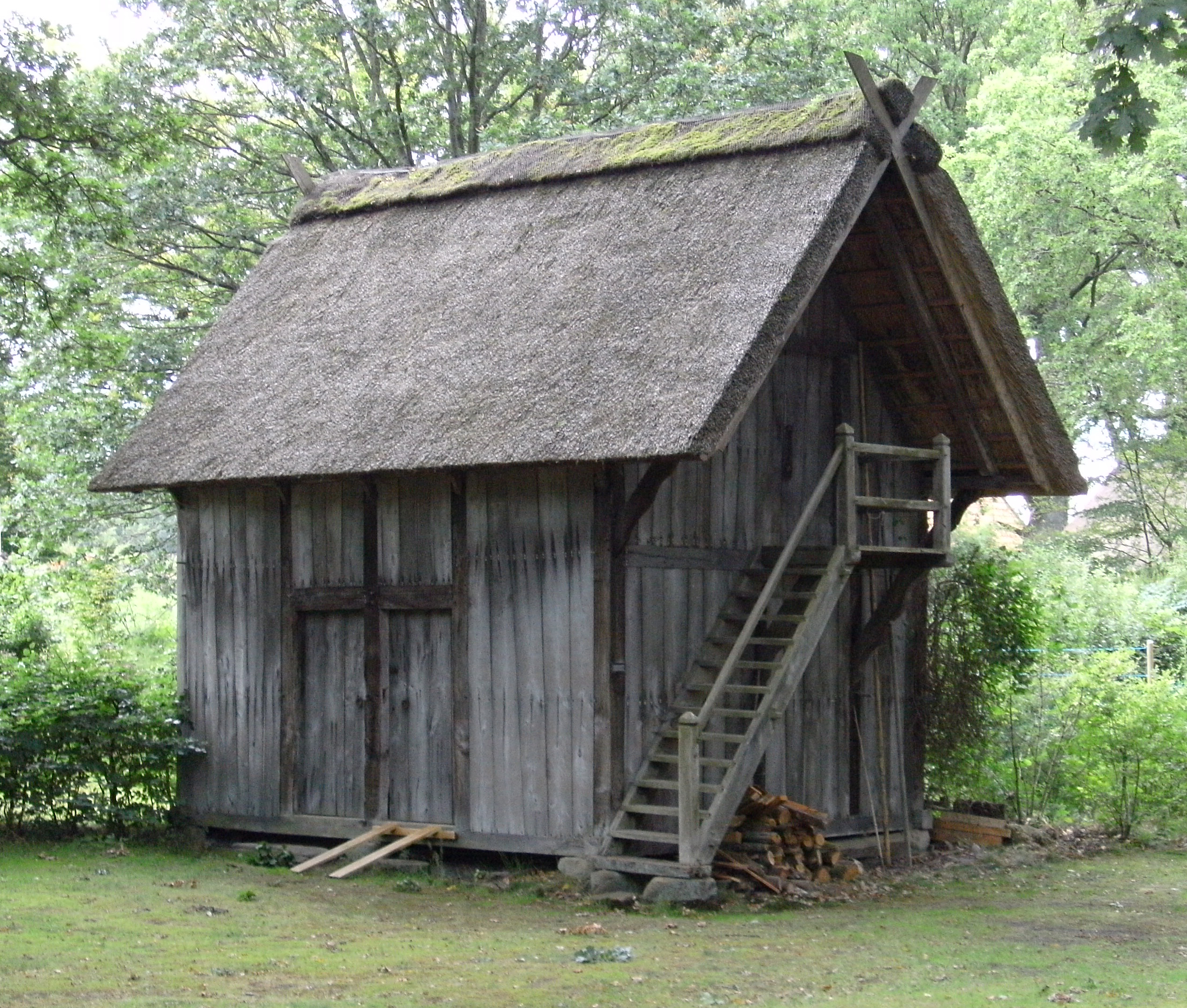
Treppenspeicher in Wilsede
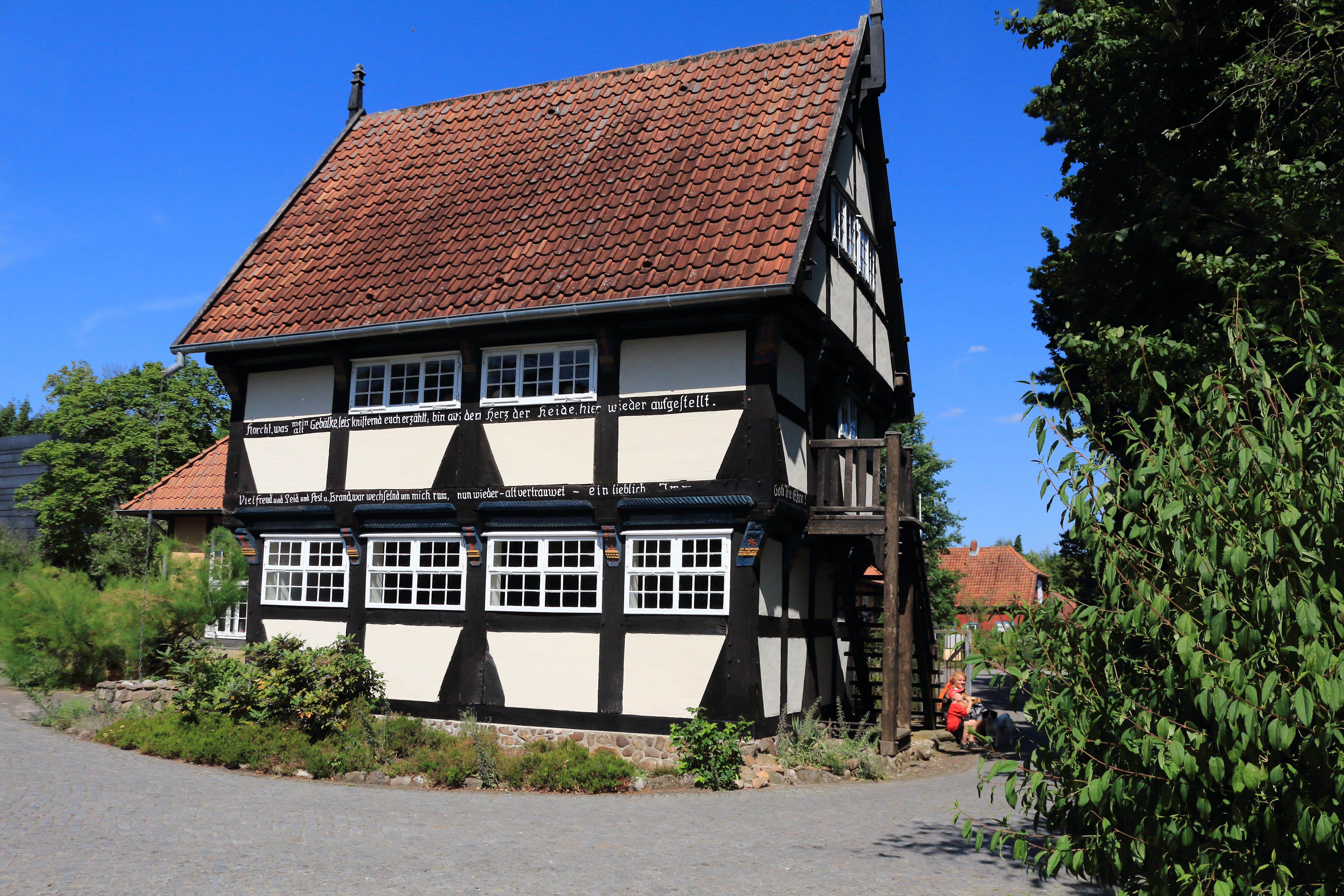
Treppenspeicher in Celle, Fachwerkbauweise (von 1607)